# Ганголф I фон Хоенгеролдсек
Ганголф I фон Хоенгеролдсек (на немски: Gangolf I von Hohen-Geroldseck; * пр. 1466; † 1513) е господар на Господство Хоенгеролдсек и Шенкенцел.

## Произход
Той е син на Диболд I (Диполт I) фон Хоенгеролдсек († 1461) и втората му съпруга Доротея фон Тенген († сл. 1463), дъщеря на граф Йохан IV фон Еглизау-Неленбург († 1438) и Анна Малтерер († сл. 1438). Брат е на Диполт II фон Хоенгеролдсек († 1499).

## Фамилия
Ганголф I фон Хоенгеролдсек се жени пр. 28 април 1481 г. за Кунигунда фон Монфор-Ротенфелс-Васербург († сл. 1498), дъщеря на граф Хуго XIII (XI) фон Монфор-Ротенфелс-Арген-Васербург († 1491) и първата му съпруга Елизабет фон Верденберг-Хайлигенберг († 1488). Те имат един син (по друг източник той е син на брат му Диполт II):
- Ганголф II фон Хоенгеролдсек († сл. 1544), господар на Хоенгеролдсек-Зулц, фогт в Елзас, женен ок. 1523 г. за Анна фон Линдов-Рупин († 21 юни 1528)

## Галерия
- Замък Хоенгеролдсек
- Останки от замък Шенкенбург